# Keshava
Keshava (Sanskrit केशव keśava) ist einer der zahlreichen Namen Vishnus. Gemeint ist hiermit sein Avatar Krishna. Keshava wird von Menschen verehrt, die Unglück oder ein schlechtes Omen abwenden wollen. Seine Gemahlin ist Kirti bzw. Sri. Seine Hautfarbe ist golden und sein Element (Tattva) ist der Himmel bzw. der Weltraum (Akasha).

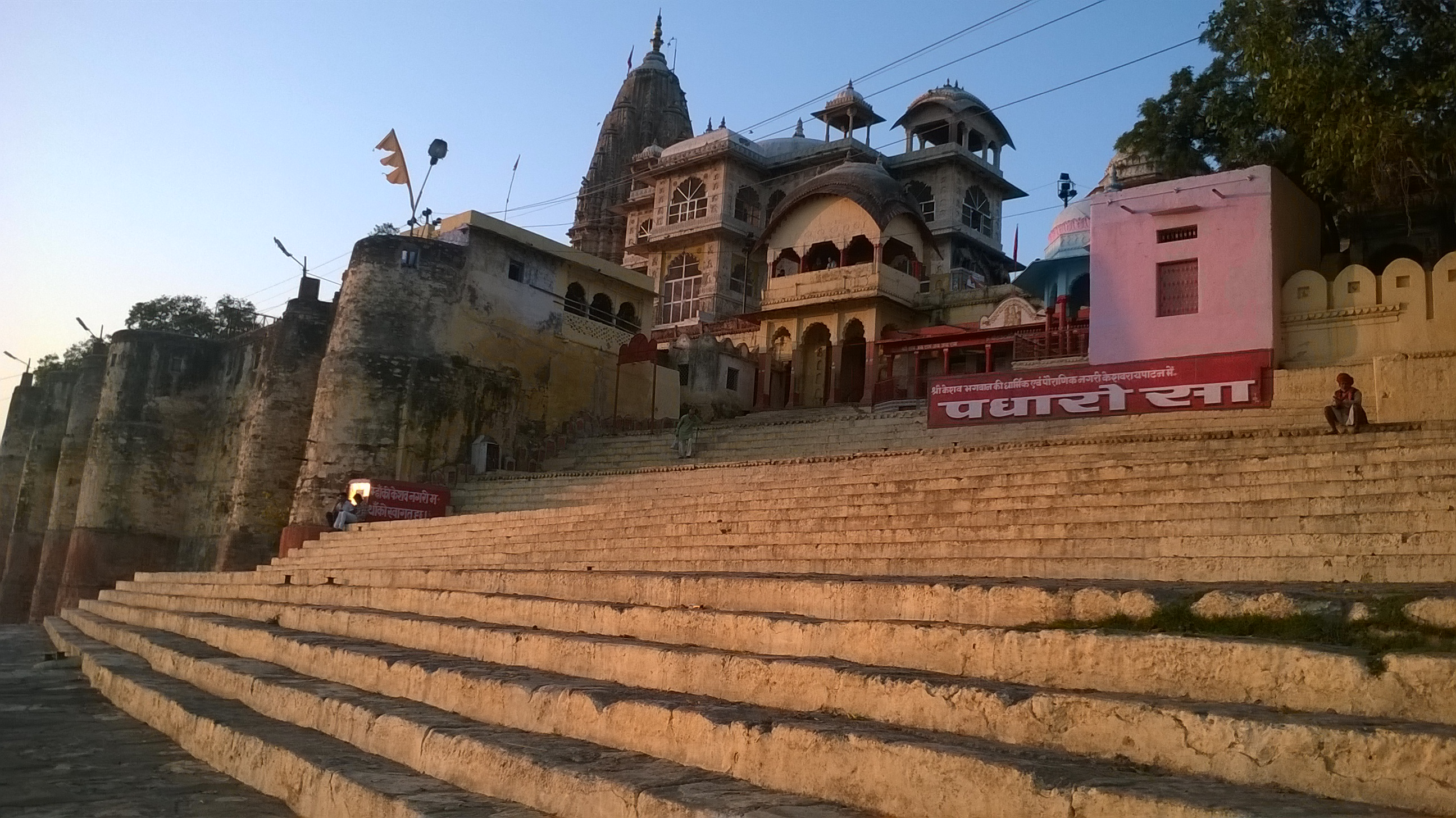
Keshava-Tempel in Keshoraipatan, Rajasthan

## Etymologie
Keshava oder auch Kaishava leitet sich ab von Kesha (schwarzes Haar) oder vom Namen des Dämons Keshi, der von Krishna getötet wurde. Eine weitere Ableitung bildet sich aus der Zusammensetzung der Buchstaben K (der für Brahma steht) und A (für Vishnu), sowie der Silben iśa (für Shiva) und va (für Svarupa – Form). Keshava vereinigt somit die drei Hauptgottheiten des Hinduismus in sich, und er ist folglich der Herr über Schöpfung, Aufrechterhaltung und Auflösung des Universums zugleich.

## Auftreten in Schriften des Hinduismus

### Keshava nama
In den nach ihm benannten Keshava nama der 24 Namen Vishnus nimmt Keshava den ersten Platz ein.

### Vishnu Sahasranama
In den Vishnu Sahasranama, den tausend Namen Vishnus, taucht Keshava an 23. und an 648. Stelle auf. In einem Kommentar zu den Vishnu Sahasranama beschreibt Adi Shankara Keshava als Avatara Vishnus (d. h. Krishna) mit schwarzem, langen, ungeschnittenen und schönen Haar, der die Lichtstrahlen innerhalb des Sonnensystems auf sich zieht. Als Töter des Dämonen Keshi besteht er aus den drei Silben Kah, Ah und Iśa und ist somit Herrscher über Schöpfung, Erhaltung und Auflösung des Universums.

### Padma Purana
Auch im Padma Purana wird auf sein schönes, schwarzes, ungeschorenes Haar Bezug genommen.

### Bhagavad Gita

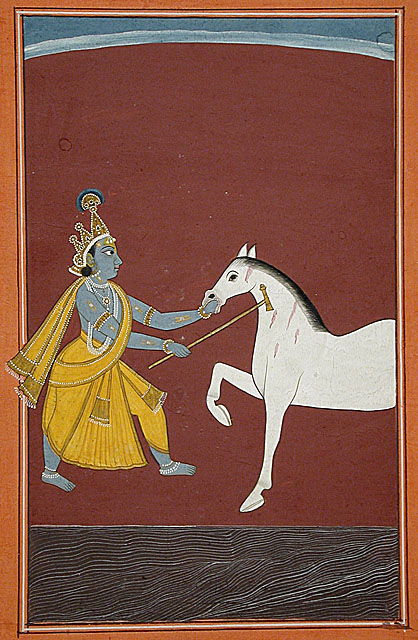
Krishna kämpft mit Keshi

In der Bhagavad Gita benutzt Arjuna den Namen Keshava in seiner Anrede für Krishna mehrmals (insgesamt achtmal, Verse 1, 30; 2,54; 3,1; 8,22; 10,14; 11,35; 13,1 und 18,76) und bezeichnet ihn als Töter des Dämonen Keshi:

„न च शक्नोम्यवस्थातुं भ्रमतीव च मे मनः
निमित्तानि च पश्यामि विपरीतानि केशव“

„Na ca śaknomy avasthātuṁ brahmatīva ca me manaḥ
nimittāni ca paśyāmi viparītāni keśava“

„Ich bin nicht imstande, hier noch länger stehenzubleiben. Mit schwindelt und mein Verstand beginnt durchzudrehen. Ich sehe nur Unheil heraufziehen, oh Keśava, Töter des Dämonen Keśī.“

Der Dämon Keshi war in Pferdegestalt von Kamsa geschickt worden um Krishna zu töten, wurde aber von diesem beim Keshighat in Vrindavan an der Yamuna überwältigt und fand hierbei den Tod (Vishnu Purana 5.15-16). Symbolisch repräsentiert Keśī falschen Stolz sowie den Geist unterminierende Zweifel, die mit einem frei herumrennenden Wildpferd verglichen werden.

### Mudrarakshasa
Auch im Mudrarakshasa, einem Schauspiel aus dem 4. Jahrhundert, wird Keshava als Bezwinger Keshis dargestellt.